# 그나와 호프바르프니르

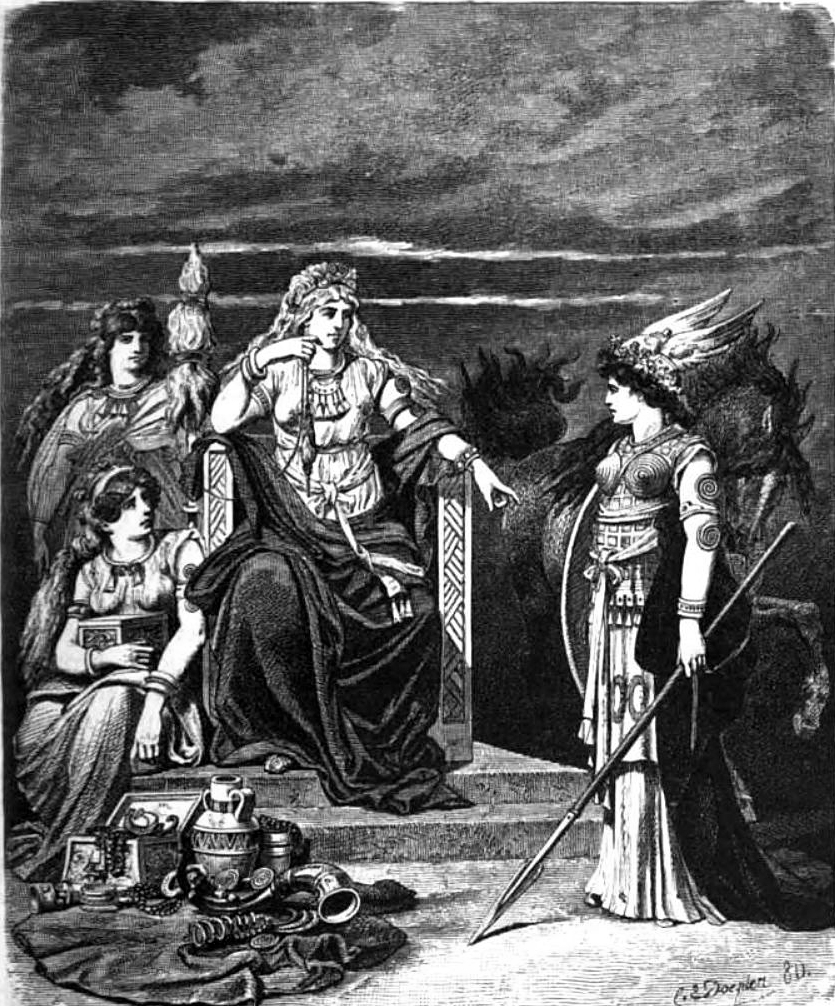
가운데 옥좌에 앉은 여신이 프리그이고, 오른쪽에 서 있는 이가 그나이다. 그나의 뒤쪽 배경에 호프바르프니르가 보인다.

그나(고대 노르드어: Gná, 아이슬란드어: Gná 그나우, 노르웨이어: Gnå 그노[*])는 북유럽 신화에서 프리그 여신의 명령을 받아 다른 세계들을 오가며 심부름을 하는 부하 여신이다. 그녀는 날아다니는 말 호프바르프니르(고대 노르드어: Hófvarpnir→발굽을 흩뿌리는 자, 발굽을 던지는 자, 발굽을 집어차는 자)를 타고 다닌다. 그나와 호프바르프니르는 13세기에 스노리 스투를루손이 쓴 《신 에다》에서 언급된다.
그나가 "풍부함의 여신(goddess of fullness)"이라거나, 로마 신화의 파마와 연관되어 있다는 학설이 제기되기도 한다. 또한 호프바르프니르는 슬레이프니르와 함께 북유럽 신화의 천마의 모범적 사례로 거론된다.

## 출전
《신 에다》 중 〈길피의 속임수〉 제35 장을 보면, 옥좌에 앉은 높으신 분이 16인의 아쉬뉴르(여성 에시르)에 대한 짧은 설명을 제공한다. 높으신 분은 열세 번째로 그나를 언급하며, 프리그가 그녀를 심부름꾼으로 부리며 여러 세계를 돌아다니며 심부름을 하게 시킨다고 말한다. 그리고 높으신 분은 그나가 호프바르프니르라는 말을 타고 다니며, 이 말은 공중을 날아다니고 바다 위를 달리는 능력이 있다고 덧붙인다. 높으신 분은 말을 계속하는데, “한 번은 공중을 가로질러 달려간 흔적을 몇몇 바니르가 보고,” 그 중 이름없는 한 바니르가 말하길

“무엇이 날아갔는가?
무엇이 스쳐갔는가?
아니면 무엇이 공중을 지나갔는가?”

이에 그나가 다음 구절에서 대답하면서 호프바르프니르의 혈통에 관한 이야기를 한다.

“나 이 몸이 바로
함스케르피르가 가르드로파에게
씨를 뿌려 낳은
호프바르프니르에 타고
공중을 스쳐 지나갔소만
이몸은 날지는 못하외다.”

이 내용에 대한 추가 출처는 달려있지 않고 따로 언급되지도 않는다. 높으신 분은 “그나의 이름은 무언가 어렴풋이 보이는(gnaefir) 것이 뚜렷해지는 것을 가리키는 관습적인 말로 쓰인다”고 하며 그나에 대한 소개를 끝마친다. 《신 에다》 중 〈시어법〉에 보면 아쉬뉴르 27여신의 이름 중에 그나의 이름도 올라와 있다.

## 신화의 해석

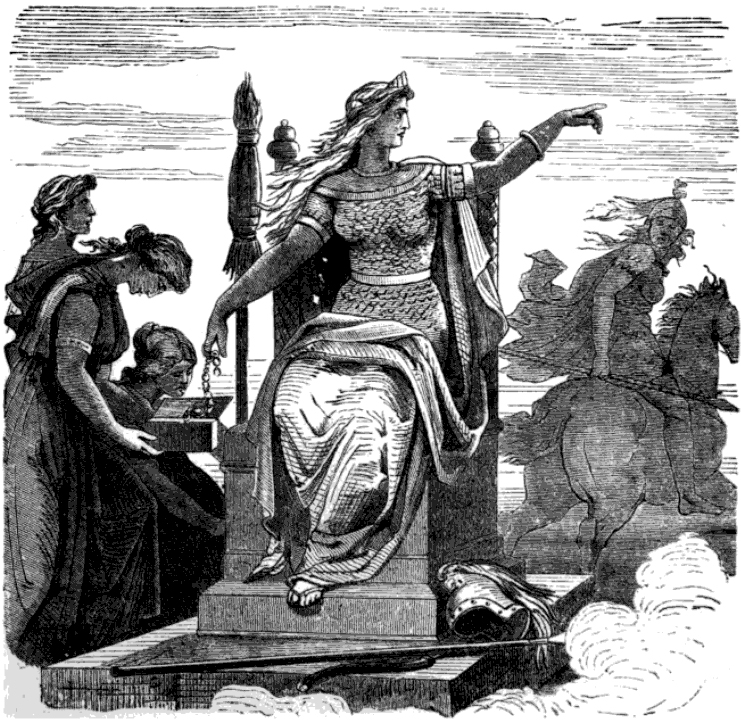
중앙에 옥좌에 앉은 프리그가 있고, 프리그의 뒷 배경으로 호프바르프니르를 타고가는 그나의 실루엣이 보인다. 1902년 그림.

루돌프 지메크는 스노리가 〈길피의 속임수〉에서 논한 ‘그나’의 어원이 틀렸을 수도 있다고 말한다. 다만 그게 틀렸다면 진짜 어원은 무엇인지는 불확실하다. 다만 그나가 어원학적으로 ‘풍부함’(fullness)의 여신이라는 이론이 제기되기도 한다. 존 린도우는 이름모를 바니르와 그나가 나누었다는 대화가 “이상하다”면서, 왜 그나가 공중을 이동할 수 있다는 것을 증언하는 존재가 굳이 바니르 신족이어야 하는지 불확실하다고 지적한다.
올라 로우만드(Ulla Loumand)는 호프바르프니르와 슬레이프니르를 북유럽 신화에 등장하는 천마의 ‘모범적 사례’로 들었다. 이 둘은 “땅과 하늘의 사이, 아스가르드와 미드가르드와 우트가르드의 사이, 필멸자의 세계와 지하세계의 사이를 오갈 수 있다”는 공통점을 공유한다. 19세기에 야코프 그림은 로마 신화에서 소문을 의인화한 신인 파마와 그나 사이의 연관 가능성을 제기했다. 하지만 동시에 그림은 파마 및 페가수스와 달리 그나와 호프바르프니르는 날개 달린 모습으로 묘사된 적이 단 한번도 없다는 점 역시 명시해 놓았다.

## 참고 자료
- Byock, Jesse (Trans.) (2005). The Prose Edda. Penguin Classics. ISBN 0-14-044755-5
- Faulkes, Anthony (Trans.) (1995). Edda. Everyman. ISBN 0-460-87616-3
- Grimm, Jacob (James Steven Stallybrass Trans.) (1883). Teutonic Mythology: Translated from the Fourth Edition with Notes and Appendix by James Stallybrass. Volume II. London: George Bell and Sons.
- Lindow, John (2001). Norse Mythology: A Guide to the Gods, Heroes, Rituals, and Beliefs. Oxford University Press. ISBN 0-19-515382-0
- Loumand, Ulla (2006). "The Horse and its Role in Icelandic Burial Practices, Mythology, and Society." in Andren, A.; Jennbert, K.; Raudvere, C. Old Norse Religion in Long Term Perspectives: Origins, Changes and Interactions, an International Conference in Lund, Sweden, June 3-7, 2004. Nordic Academic Press. ISBN 91-89116-81-X
- Simek, Rudolf (2007) translated by Angela Hall. Dictionary of Northern Mythology. D.S. Brewer. ISBN 0-85991-513-1